# Мъд Лейк
Мъд Лейк (на английски: Mud Lake) е град в окръг Джеферсън, щата Айдахо, САЩ. Мъд Лейк е с население от 270 жители (2000) и обща площ от 0,4 km². Намира се на 1460 m надморска височина. ЗИП кодът му е 83450, а телефонният му код е 208.